# Eschweiler Kohlensandstein
Eschweiler Kohlensandstein (abgekürzt EKS) ist ein harter Sandstein mit Kohleflittern, welcher in der älteren Jungsteinzeit, Bandkeramikzeit und Römerzeit im Rheinland für Mahlsteine, Ambosse und zum Häuserbau verwendet wurde. Er entstammt dem Oberkarbon. Seinen Namen erhielt er von den Fundstellen im Inderevier bei Eschweiler. Vorkommen finden sich im gesamten Raum Eschweiler-Stolberg im westlichen Rheinland.
Ein verwandter Sandstein ist der nach dem Nachbarort Kinzweiler benannte Kinzweiler Sandstein.